# Ahmet Taner Kışlalı

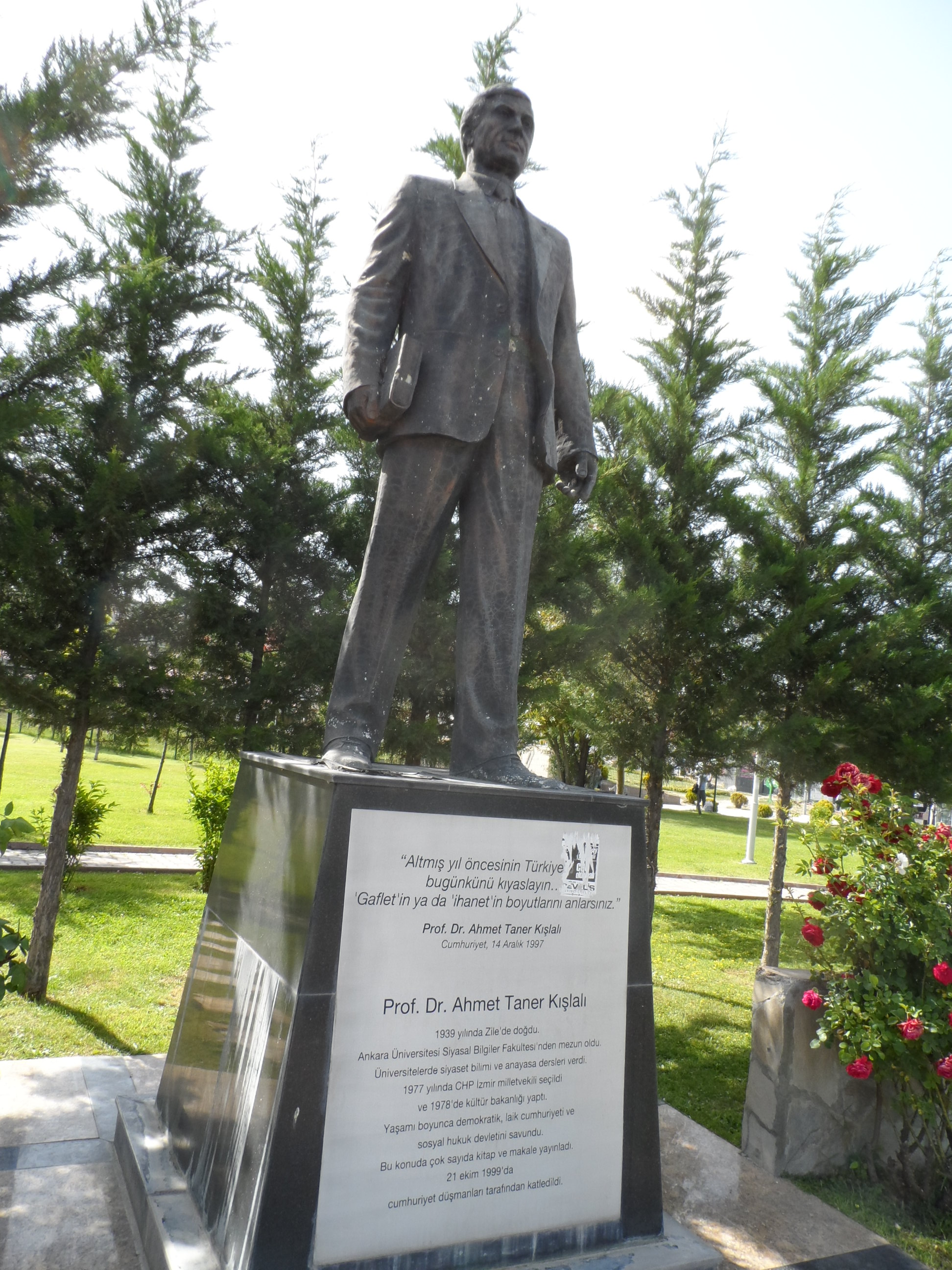
Statue von Kışlalı in Ankara

Ahmet Taner Kışlalı (* 10. Juli 1939 in Zile; † 21. Oktober 1999 in Ankara) war ein türkischer Politikwissenschaftler, Politiker und Journalist für die Tageszeitung Cumhuriyet. 1999 wurde er von unbekannten Tätern mit einer Bombe in seinem Auto ermordet.

## Leben
Kışlalı wurde 1939 als Sohn des Bankangestellten Hüsnü Bey und der Grundschullehrerin Lütfiye Hanim geboren. Er besuchte Schulen in Kilis und schloss 1957 das Kabataş-Knabengymnasium in Istanbul mit der Hochschulreife ab. Anschließend studierte er bis 1963 am Fachbereich für politische Wissenschaften an der Ankara Üniversitesi. In dieser Zeit schrieb Kışlalı als Sportjournalist für die Tageszeitung Yeni Gün. Er promovierte zur Politik in der Türkei an der Universität Paris und arbeitete dann als Hochschullehrer an der Hacettepe-Universität in Ankara und anschließend am Fachbereich für politische Wissenschaften seiner Alma Mater. 1968 heiratete Kışlalı die junge Nilüfer. Das Paar hat zwei Töchter.
Im Jahr 1977 wurde er für Izmir als Abgeordneter der Cumhuriyet Halk Partisi in die Große Nationalversammlung der Türkei gewählt. 1978 und 1979 war er unter Bülent Ecevit Kulturminister. Während seiner Amtszeit setzte er sich insbesondere dafür ein, klassische Werke über den staatlichen Verlag neu zu drucken und günstig für jedermann in den Handel zu bringen. Außerdem initiierte er ein eigenes Magazin für das Ministerium.
Nach dem Militärputsch in der Türkei 1980 ging Ahmet Taner Kışlalı zurück an die Universität und wurde 1988 ordentlicher Professor. Ab 1991 hatte er mit „Haftaya Bakış“ („Ein Blick auf die Woche“) eine regelmäßige Kolumne in der Tageszeitung Cumhuriyet.

## Ermordung
Am 21. Oktober 1999 faxte er seinen neusten Artikel gegen 9:40 Uhr an die Redaktion der Cumhuriyet. Anschließend verließ er das Haus und stieg in sein Fahrzeug. Dabei bemerkte er ein kleines Paket hinter dem Scheibenwischer. Als er es mit dem linken Arm griff, explodierte das Päckchen und riss ihm den linken Unterarm ab. Seine Armbanduhr drang mit Teilen der Bombe in den Schädel ein. Im Krankenhaus konnte nur noch der Tod festgestellt werden. Die Täter konnten nie ermittelt werden.
Nach Gedenkstunden in der türkischen Nationalversammlung, der Universität Ankara, der Oper Ankara und dem Hauptstadtbüro der Cumhuriyet in Ankara sowie einem Totengebet in der Kocatepe-Moschee wurde er auf dem Friedhof Karşıyaka in Ankara bestattet.

## Ehrungen
In einem Park in Ankara erinnert eine lebensgroße Statue an Ahmet Taner Kışlalı. In Izmir ist eine Grundschule nach ihm benannt worden.